# Elżbieta Granowska
Elżbieta z Pilczy (Pilicy) Granowska (ur. ok. 1370, zm. 12 maja 1420 w Krakowie) – królowa Polski od 1417 r. jako trzecia żona Władysława Jagiełły, wojewodzianka sandomierska, starościanka ruska i sandomierska, generałówna-starościanka wielkopolska.

## Pochodzenie
Urodziła się około 1370 r. Była jedynym dzieckiem Ottona z Pilczy i Jadwigi Melsztyńskiej. Jej ojciec był bliskim współpracownikiem króla Kazimierza Wielkiego oraz sprawował urzędy starosty i wojewody. Po śmierci ojca, która nastąpiła przed 5 września 1385 r., stała się spadkobierczynią olbrzymiego majątku: odziedziczyła dobra łańcuckie oraz Pilicę (zob. Zamek w Smoleniu). W okresie niepełnoletności Elżbiety kuratelę nad nią sprawowała jej matka Jadwiga, która w 1386 r. została matką chrzestną króla Władysława Jagiełły.

## Porwanie przez Wisła Czambora
Najpewniej po 9 maja 1389 r. Elżbieta została porwana i zaślubiona przez śląskiego rycerza i tenutariusza kruszwickiego Wisła Czambora, syna Henryka Czambora z Kazanowa i Księginic. W dawnej literaturze uważano go za przedstawiciela czesko-morawskiego rodu Wisenburgów. Król Władysław II Jagiełło wysłał jej na ratunek Jana z Jičina, pana z Kravař, który przed 14 grudnia 1390 uwolnił Elżbietę.

## Małżeństwo z Janem z Jičina
Wkrótce po uwolnieniu Jan z Jičina, otrzymawszy błogosławieństwo od króla, poślubił Elżbietę. Wiseł po uwolnieniu go latem 1392 z Przedcza, gdzie był więziony przez Bartosza z Odolanowa, zaczął upominać się o swą małżonkę. Zapewne pod koniec 1393 Jičiński mając zgodę króla, zasadził się na Wisła w Krakowie. Gdy Czambor wychodził z łaźni, 12 kuszników Jičinskiego zastrzeliło go. W 1395 zmarł Jičiński i Elżbieta ponownie została wdową.
Paprocki w Herbarzu podaje małżeństwo z Wincentym Granowskim „Helżbieta córka jego była za Granowskiego, a potem będąc wdową szła za Jagiełłę”, nie ma wzmianki o innych małżeństwach, być może do wcześniejszych małżeństw nie doszło.

## Małżeństwo z Wincentym Granowskim
Po owdowieniu Elżbieta zamieszkała u swego wuja, wojewody krakowskiego Spytka z Melsztyna, który przed 2 października 1397 r. wydał ją za mąż za kasztelana nakielskiego Wincentego Granowskiego. Wincenty z Granowa najprawdopodobniej był wdowcem i pochodził z wpływowej rodziny. Z małżeństwa tego pochodziło pięcioro dzieci:
- Jadwiga, która po 10 maja 1404 poślubiła Jana z Leksandrowic,
- Otton,
- Elżbieta, która w marcu 1418 poślubiła księcia opolskiego Bolka V,
- Jan, protoplasta rodu Pileckich herbu Leliwa,
- Ofka, która ok. 1423 poślubiła Jana z Jičina, pasierba swej matki.

Pomiędzy 10 lipca a 9 grudnia 1410 r. Wincenty Granowski zmarł, prawdopodobnie otruty.

## Małżeństwo z Władysławem II Jagiełłą

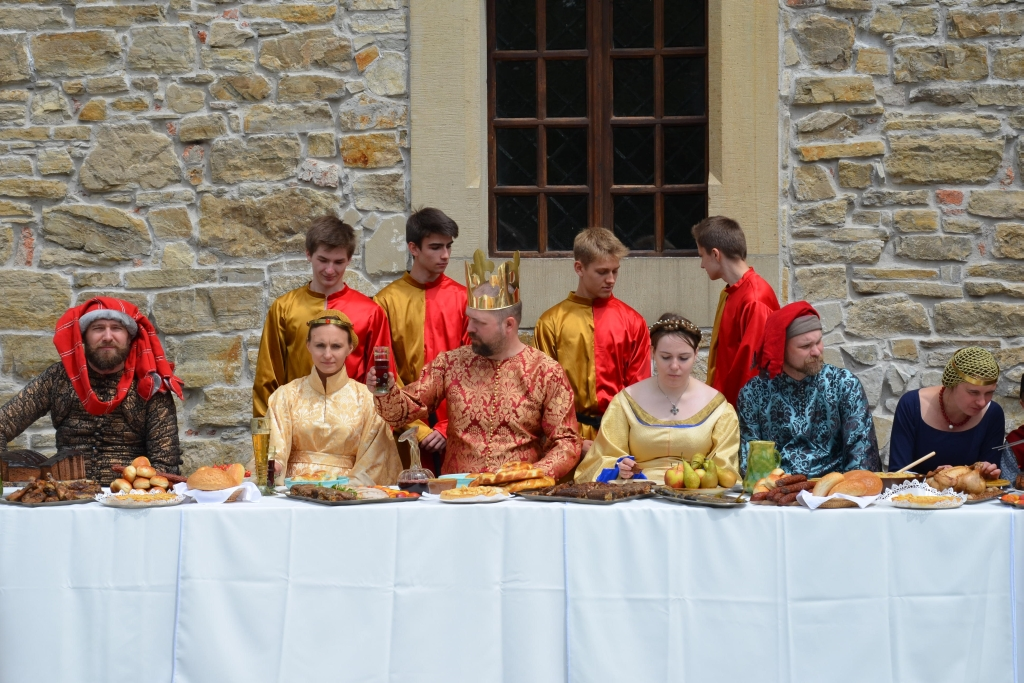
Rekonstrukcja historyczna małżeństwa Jagiełły z Elżbietą z Pileckich Granowską na zamku w Sanoku (czerwiec 2014)

W 1416 r. Jagielle zmarła małżonka Anna Cylejska, więc zaczęto obmyślać plany jego kolejnego małżeństwa. Według relacji Jana Długosza Elżbieta i król rozwinęli znajomość dzięki siostrze monarchy, księżnej mazowieckiej Aleksandrze.  2 maja 1417 r. w Sanoku miał miejsce ich ślub. Po wyjeździe z Sanoka przebywała z królem we Lwowie, a tego samego roku 19 listopada została koronowana na Wawelu. O posagu królowej nie ma żadnej informacji. 
Wiele osób miało za złe Jagielle to małżeństwo, wytykając Elżbiecie niemłody wiek, dużą liczbę dzieci, zmarłych mężów oraz brak królewskiego pochodzenia. Ponadto uważano ją za „chrzestną siostrę” króla, a zatem związek za niejako kazirodczy. Jagiełło postarał się o uzyskanie papieskiej dyspensy.
Stanisław Ciołek, sekretarz królewski, napisał z kolei alegoryczną bajkę, w której lew (Władysław Jagiełło) poślubia świnię (Elżbietę) po tym, jak ta rzuciła na niego czary. Pochodzenie królowej, niekrólewskie choć jak najbardziej dostojne, było powodem wielu złośliwych plotek na jej temat.
„Helżbieta, córka Ottona, była za Granowskim; ta potem będąc wdową, dla pięknej urody, acz w leciach podeszła, szła za Jagiełłę”...
Królowa była inicjatorką zjazdu króla i księcia Witolda z wielkim mistrzem krzyżackim, który odbył się 17 października 1418 r., jednak to jej jedyna zanotowana aktywność polityczna. Sporo czasu spędzała z jedyną córką króla, Jadwigą.

### Choroba i śmierć

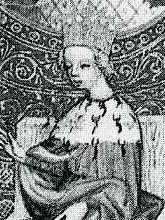
Królowa Elżbieta, ok. 1420 r.

W dwa lata później u Elżbiety zaczęły się ujawniać objawy gruźlicy, na którą zmarła 12 maja 1420 r. w Krakowie. Została pochowana w kaplicy Mansjonarskiej katedry wawelskiej. Po dwustu latach szczątki królowej usunięto, aby przygotować miejsce na pochówek Stefana Batorego. Nie wiadomo, gdzie je przeniesiono. Marcin Bielski zanotował jednak, że z kości znać jeszcze było, że ta białogłowa musiała być subtelna i cudna.
Jej potomkinią była królowa Polski Barbara Radziwiłłówna.

## Elżbieta w literaturze historycznej
Istnieją jednak prace naukowe (np. Klemensa Kanteckiego), które zupełnie inaczej przedstawiają życie Elżbiety. Jako datę jej urodzenia podawany jest rok 1382. Byłaby więc o 10 lat młodsza i w momencie ślubu z Jagiełłą liczyłaby 35 lat. Dwa jej pierwsze małżeństwa są podawane w wątpliwość. Istnieje hipoteza, że drugi mąż Elżbiety Jańczyk Hińczyński (Jan z Jičina) jest postacią fikcyjną. Historię o wcześniejszych związkach królowej wymyślił być może Jan Długosz, aby zdyskredytować Elżbietę, niepochodzącą z rodziny królewskiej.

## Elżbieta w literaturze pięknej
Elżbieta Granowska jest główną bohaterką powieści Zygmunta Krasińskiego - Sen Elżbiety Pileckiej (1829).

## Elżbieta w filmie
W serialu Korona Królów w postać Elżbiety Pileckiej wciela się Karolina Chapko oraz Karolina Porcari w kontynuacji Korona królów. Jagiellonowie.

## Inne
- Imię królowej nosi Zespół Szkół w Pilicy[10].